# プリマスロック

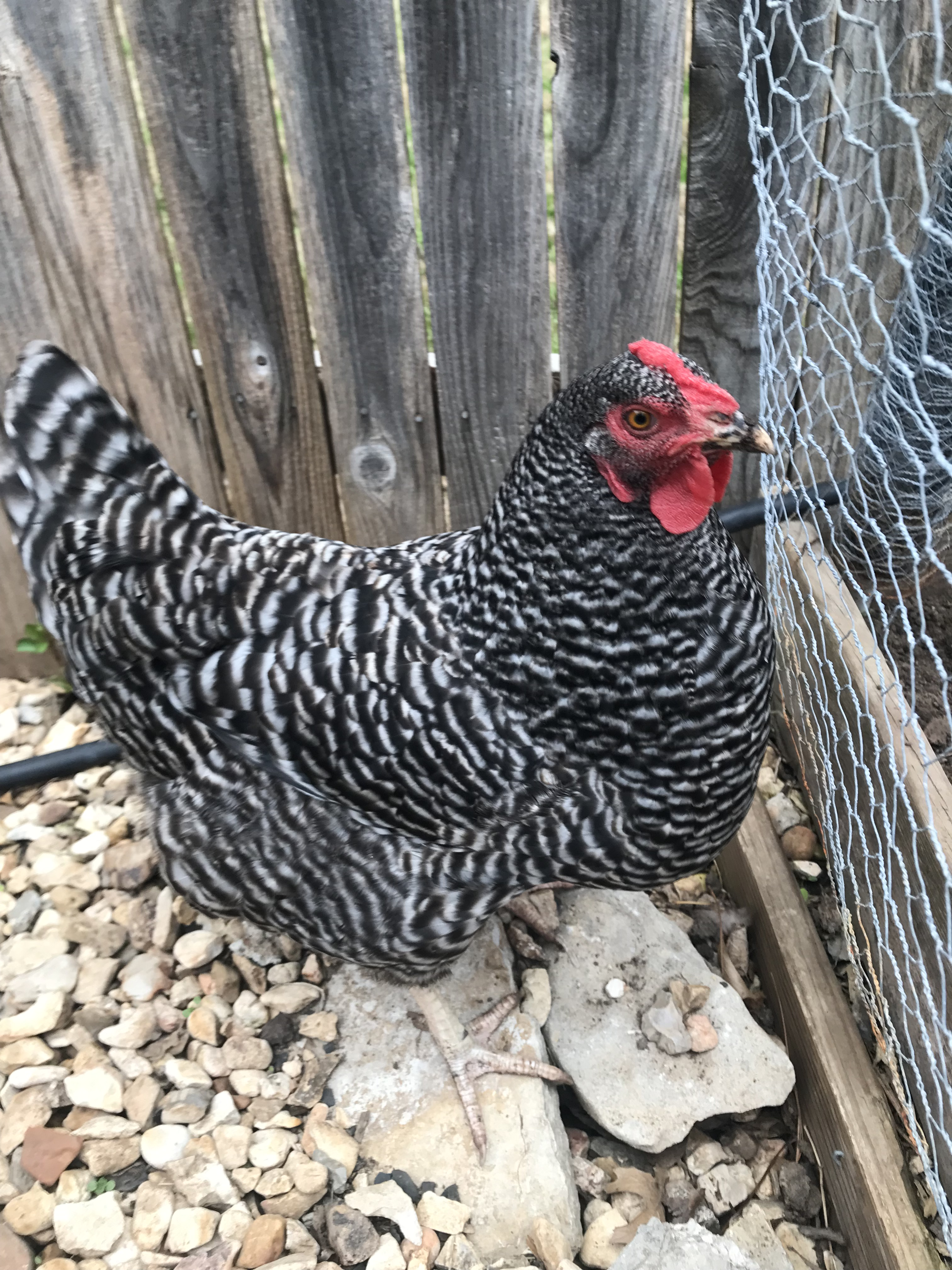
プリマスロックのメス

プリマスロック（Plymouth Rock）は、アメリカ原産のニワトリの品種である。

## 概要
アメリカのマサチューセッツ州で品種改良されたニワトリで、卵肉兼用種として飼育されている。「横斑プリマスロック」と、横斑プリマスロックから突然変異で生まれた「白色プリマスロック」がおり、白色プリマスロック種の雌と「白色コーニッシュ」種の雄と掛け合わされた交配種は、肉用鶏におけるブロイラーの主流となっている。
横斑プリマスロックと白色レグホーンの交配種は「ロックホーン」種と呼ばれる。ロードアイランドレッドの雄と横斑プリマスロックの雌との交配種の雌は「ゴールデンネック」と呼ばれ、このひよこも黒い羽毛だが顔の一部などがこげ茶色になり、成鳥は全体的には黒色で頸部や胸部の一部が黄褐色となる。

## 横斑プリマスロック
1874年にアメリカで公認されたアメリカ原産種。日本でも明治19年（1886年）に輸入されているため、現在では明治までに国内へ導入され定着した品種であるという理由等で、日本農林規格において日本在来種として記載されている。
日本で飼育されるプリマスロックは「横斑プリマスロック」種が一般的で成鳥は白と黒の横縞（）模様をしている。ひよこの時にはアニメ「カリメロ」の様な黒い羽毛であるが、成長すると横縞模様になるため別称を「ゼブラ」と呼ぶ人間もいる。
当初は、食肉用鶏、卵用鶏として使用されていたが、現在では肉用鶏として横斑シャモと交配させた青森シャモロックや、薩摩鶏と交配させた黒さつま鶏など、各地の地鶏や銘柄鶏の作出にも使われている。

## 白色プリマスロック
白色プリマスロック（はくしょくプリマスロック、White Plymouth Rock）は、横斑プリマスロック種の突然変異によって出現し、1888年にアメリカで公認されたアメリカ原産鶏種。
肉用種は、ブロイラーの雌系統として多く用いられている。薩摩鶏と交配させた、さつま若しゃもなどの地鶏作成にも用いられている。
近年はホワイトロック（White Rock）と呼ばれる。